# Olympique de Marseille (női csapat)
Az Olympique de Marseille Féminin egy 2011-ben alapított francia női labdarúgócsapat, székhelye Marseille-ben található. A francia élvonalban szerepel.

## Klubtörténet
1927-ben hozták létre az Olympique de Marseille női labdarúgó szakosztályát. 1928-ban területi bajnokságot nyertek, majd az országos kupasorozatban a negyeddöntőig meneteltek. Az 1930-as években a női futball hanyatlását azonban nem élte túl a klub és a második világháború hajnalán eltűnt.
Az 1970-es években építették újjá a női részleget és 1975 és 1983 között az első osztályban szerepeltek. A bajnokság negyeddöntőiben sorra elbuktak és 1983-ban már búcsúzni kényszerültek a másodosztályba. Pár évig még részt vettek a ligában, de 1986-ban végül feloszlatták az egyesületet.
A város másik női csapatával tervezett 2010-es egyesítés elhalasztása után, 2011-ben a Celtic de Marseille nélkül alakult története során másodszor is újra a szakosztály.
Első szezonjukban megnyerték a kerületi bajnokságot, majd a 2012-2013-as szezonban a Division of Honor Challenger bajnokságot. A következő szezonban ismét bajnoki címet ünnepelhettek, ami azt jelentette, hogy feljutottak a másodosztályba.
A 2014-2015-ös bajnoki idényben a második helyen végeztek, egy évvel később pedig, 33 év után kiharcolták az élvonalbéli tagságot.

## Sikerlista
- D2 Féminine bajnok (2): 2015–16, 2024–25

## Játékoskeret
2025. augusztus 18-tól
| #  |     | Poszt | Név                |
| -- | --- | ----- | ------------------ |
| 16 | FRA | K     | Élisa Gautier      |
| 30 | CAN | K     | Margot Shore       |
| 96 | ALG | K     | Chloé N'Gazi       |
| 2  | NOR | V     | Maria Thorisdottir |
| 4  | HAI | V     | Tabita Joseph      |
| 12 | ALG | V     | Roselène Khezami   |
| 15 | FRA | V     | Ninon Blanchard    |
| 22 | FRA | V     | Roxane Couasnon    |
| 26 | FRA | V     | Violette Gobert    |
| 28 | USA | V     | Opal Curless       |
| 5  | HAI | KP    | Maudeline Moryl    |
| 6  | FRA | KP    | Aurore Paprzycki   |
| 7  | FRA | KP    | Tess Laplacette    |

| #  |     | Poszt | Név                   |
| -- | --- | ----- | --------------------- |
| 8  | FRA | KP    | Margaux Le Mouël      |
| 10 | FRA | KP    | Naomie Bamenga        |
| 14 | FRA | KP    | Jenny Perret          |
| 17 | FRA | KP    | Laura Bourgouin       |
| 20 | MAR | KP    | Inès Kbida            |
|    | SEN | KP    | Ndeye Awa Diakhaté    |
| 9  | FRA | CS    | Mathilde Bourdieu     |
| 11 | JAM | CS    | Jody Brown            |
| 18 | FRA | CS    | Marie-Charlotte Léger |
| 19 | HAI | CS    | Chelsea Domond        |
| 24 | FRA | CS    | Dona Scannapieco      |
| 77 | CRI | CS    | Melissa Herrera       |

## Korábbi híres játékosok
| - Cathy Abou Deraa - Maud Antoine - Karima Benameur - Amandine Blanc - Sandrine Brétigny - Cindy Caputo - Mickäella Cardia - Nora Coton-Pélagie - Carolina Devant - Coumba Demebele - Caroline Devant - Thelma Fiordaliso - Candice Gherbi - Carla Giaimo - Angeline Guillemard | - Jamila Hamidou - Sarah Huchet - Blandine Joly - Alaïs Lamarque - Agathe Maetz - Marina Makanza - Josiane Marcassoli - Sarah Palacin - Émilie Pelloux - Camille Perrin-Dumeste - Caroline Pizzala - Alicia Pourquies - Chiara Praino - Léa Rubio - Maëva Salomon | - Eva Sumo - Annaëlle Tchakounté - Charlotte Verdier - Cécilia Vignal - Sarah Boudaoud - Darlina Joseph - Lucia Lobato - Yrma Mze Issa - Inès Arouaissa - Nelly da Cruz Rodrigues - Mama Diop - Selen Altunkulak - Hadia Ben Abdelghani |

## Külső hivatkozások
- Hivatalos honlap
- UEFA profil